# Oncocnemis deserticola
Oncocnemis deserticola är en fjärilsart som beskrevs av Mcdunnough 1941. Oncocnemis deserticola ingår i släktet Oncocnemis och familjen nattflyn. Inga underarter finns listade i Catalogue of Life.